# Championnats du monde de cyclisme sur piste 1897
Navigation
Copenhague 1896 Vienne 1898
Les Championnats du monde de cyclisme sur piste 1897,  organisés par la Scottisch Cyclist's Union sous les auspices de l' I.C.A. (International Cyclist's Association), ont eu lieu à Glasgow, au vélodrome du Celtic F.C.,  à Parkead, du 30 juillet au 2 août 1897.

## Résultats

### Podiums professionnels
| Compétition | Or                                  | Argent                                | Bronze                         |
| ----------- | ----------------------------------- | ------------------------------------- | ------------------------------ |
| Vitesse     | Willy Arend Empire allemand         | Charles F. Barden Grande-Bretagne     | Paul Nossam France             |
| Demi-fond   | Jack William Stocks Grande-Bretagne | Arthur Adalbert Chase Grande-Bretagne | Fred Armstrong Grande-Bretagne |

### Podiums amateurs
| Compétition | Or                           | Argent                        | Bronze                            |
| ----------- | ---------------------------- | ----------------------------- | --------------------------------- |
| Vitesse     | Edwin Schräder Danemark      | W. P. Fawcett Grande-Bretagne | Harry Reynolds Irlande            |
| Demi-fond   | Edward Gould Grande-Bretagne | Émile Ouzon France            | Anders Rasmussen Tjæreby Danemark |

## Tableau des médailles
| Rang  | Nation      | Or | Argent | Bronze | Total |
| ----- | ----------- | -- | ------ | ------ | ----- |
| 1     | Royaume-Uni | 2  | 3      | 1      | 6     |
| 2     | Danemark    | 1  | 0      | 1      | 2     |
| 3     | Allemagne   | 1  | 0      | 0      | 1     |
| 4     | France      | 0  | 1      | 1      | 2     |
| 5     | Irlande     | 0  | 0      | 1      | 1     |
| Total | Total       | 4  | 4      | 4      | 12    |

## Liste des engagés
Selon Le Vélo et L'Intransigeant :
- Amateurs

- Professionnels
  -  Allemagne — 1 mille et 100 km : Arend, Franz Gerger, Alfred Köcher ;
  -  Angleterre — 1 mille et 100 kil. : F.W. Chinn, T. Osborn, Thomas Gascoyne, E. Parlby, H.Brown, J.-W. Stocks, C.F. Barden, Macferson ;
  -  Écosse — 1 mille : A.D. Mc Farlane, J. Killacky  J. Silver,  R. Vogt, W. Alexander junior,  R.-C. Crawford, T. Mc Ewan. 100 kil. : J. Silver, A.D. MacFarlane, R.C. Crawford, R. Vogt ;
  -  Belgique — 1 mille :  R. Protin, J. Fischer, A. Impens, Van.den Born, H. Houben ;
  -  France — 1 mille : Nossam, Bourrillon, Morin.

- Demi-fond
  -  Allemagne : Arend, Alfred Köcher
  -  Autriche — Franz Gerger
  -  Angleterre — A.A. Chase, J.W. Stocks et F.C. Armstrong.
  -  Écosse — J. Silver, R. Voigt, A.D. Mac Farlane et R.C. Crawford